# Sea Cat

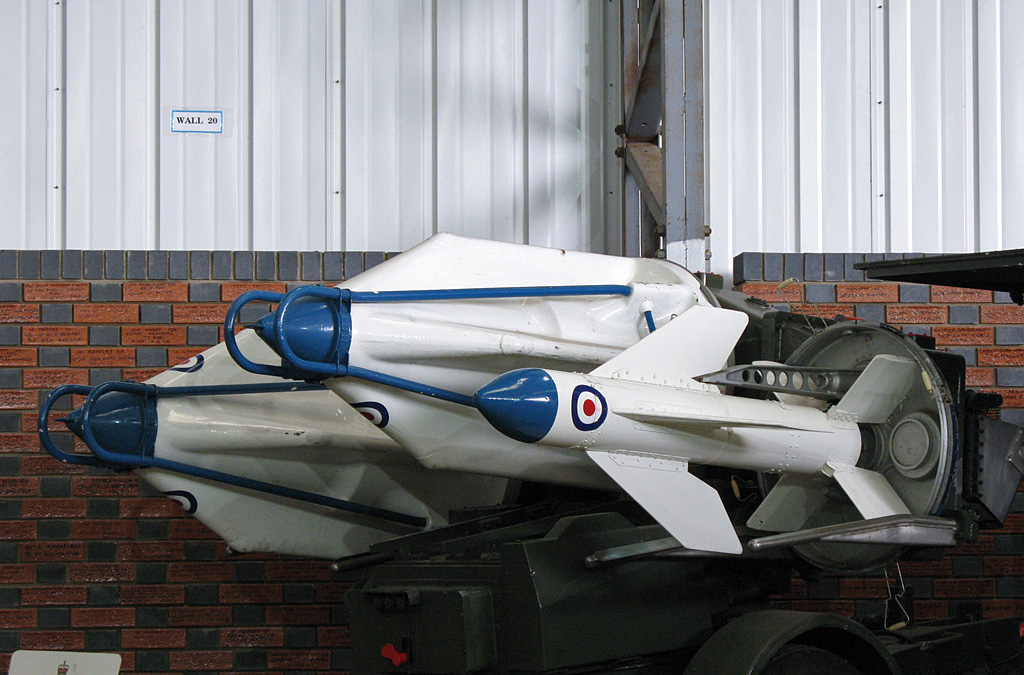
Tigercat

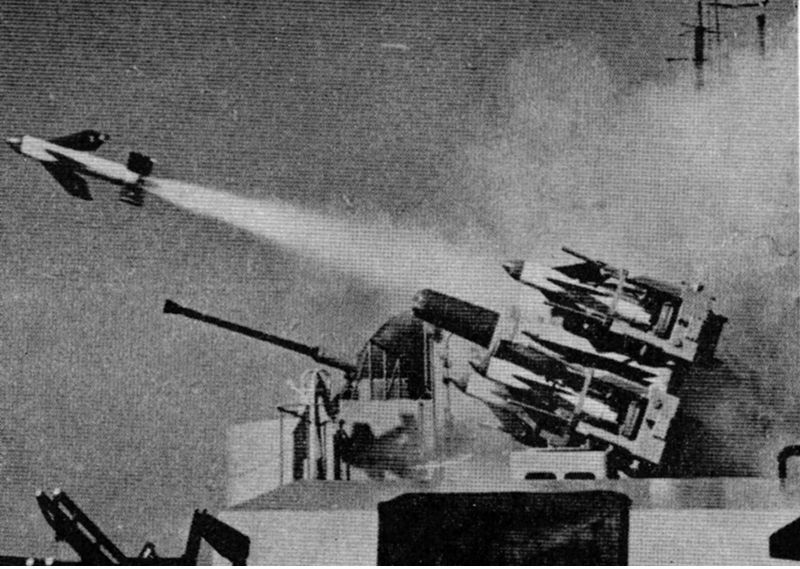
Raketa Seacat po vypuštění ze švédského torpédoborce Södermanland

Sea Cat byl britský protiletadlový raketový komplet krátkého dosahu vyvinutý na konci 50. let firmou Short Brothers jako náhrada 40mm kanónů Bofors. Byl to vůbec první námořní raketový systém určený pro bodovou obranu. Ve světě se značně rozšířil své jednoduchosti, nízké ceně a schopnosti využívat dosavadních systémů řízení palby. Pozemní verze systému nesla označení Tigercat. Mimo Velké Británie systém používalo 15 dalších námořnictev.
První verze systému, testovaná na palubě HMS Decoy, nesla označení GWS Mk 20 (Guided Weapon System). Do operační služby byl systém zařazen v roce 1962 a zůstal v ní až do 90. let. Střely byly obvykle odpalovány ze čtyřnásobného vypouštěcího zařízení. Střela měla čtyři pevná křidélka a čtyři hydraulicky ovládaná křídla. Hlavice mohla být iniciována buď nárazem, anebo v blízkosti cíle.

## Varianty
- GWS-20 – První operační verze střely. Navádění střely bylo ruční pomocí rádiových povelů. Operátor střelu řídil joystickem.
- GWS-21 – Radar řízení palby typu 262, používaný i pro 40mm kanóny Bofors. Tuto verzi nesly fregaty třídy Tribal (typ 81) a část torpédoborců třídy County.
- GWS-22 – Systém řízení palby MRS-3 a radar typu 903. Torpédoborce třídy County a fregaty třídy Leander (typ 12I).
- GWS-24 – Systém řízení palby WSA-4. Fregaty třídy Amazon (typ 21).
- Tigercat – Pozemní verze systému. Systém vezly na přívěsech dvě vozidla Land-Rover. Na jednom přívěsu byly tři střely Seacat a na druhém naváděcí a řídící systém.

## Operační služba

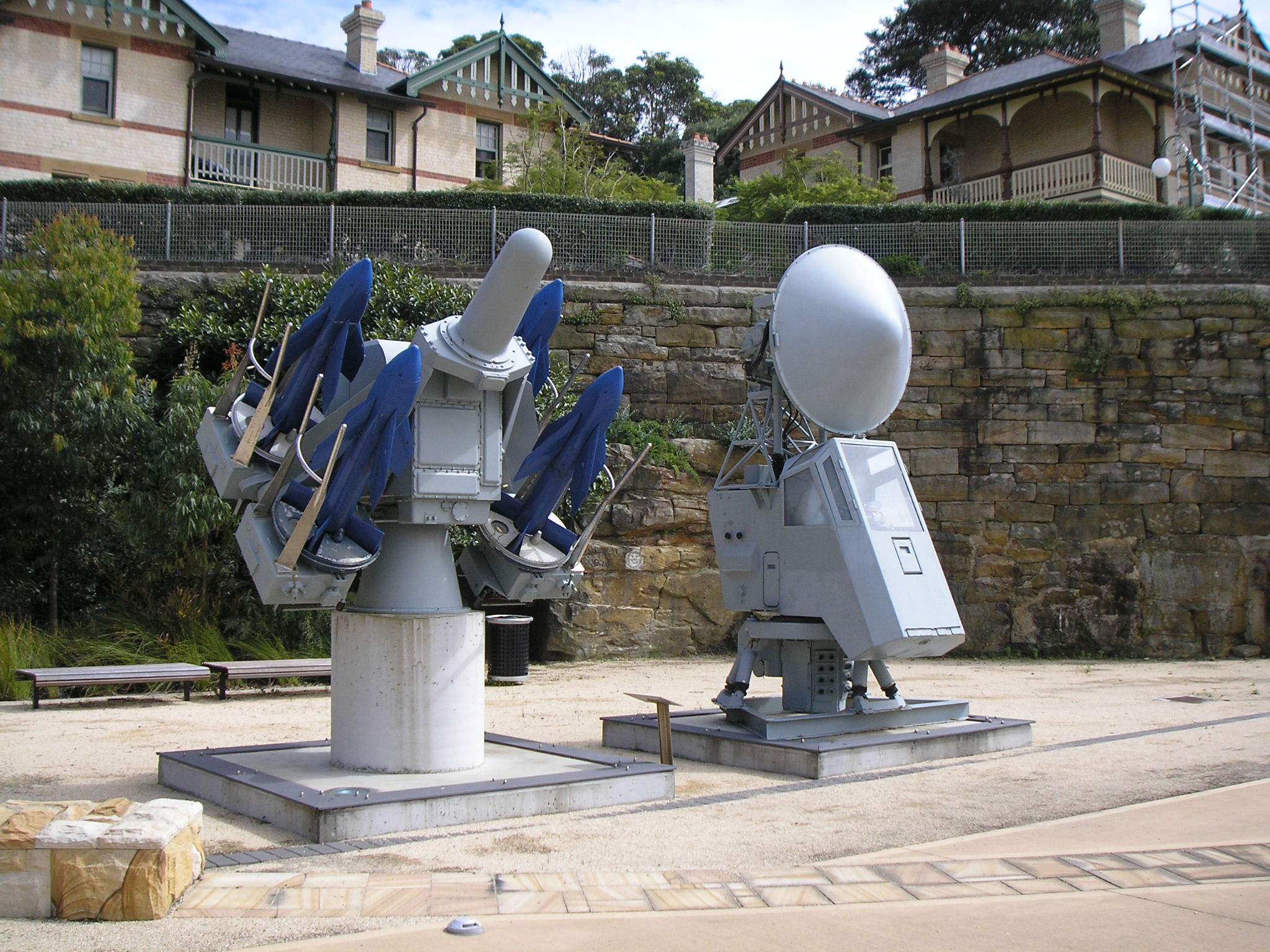
Hlavní komponenty systému Seacat

Střely Seacat byly nasazeny ve falklandské válce. V té době však již byly zastaralé a proti moderním letounům nebyly příliš účinné. Britské královské námořnictvo je po válce urychleně nahrazovalo modernějšími raketovými systémy či kanóny.

## Uživatelé

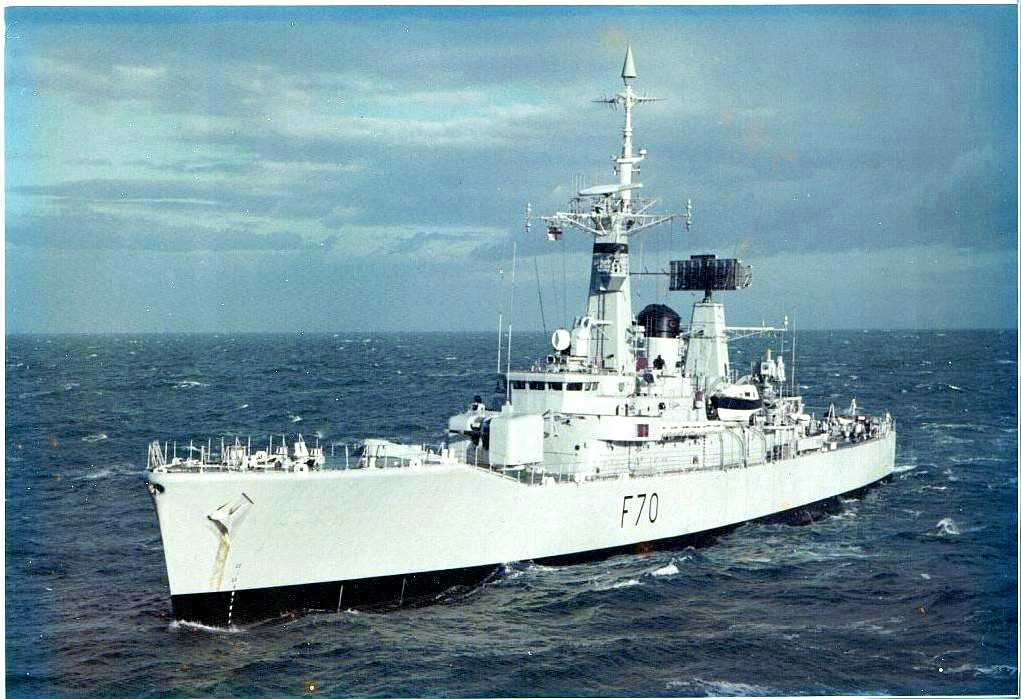
Britská fregata HMS Apollo. Vypouštěcí zařízení střel Seacat je vidět vpravo od zadního stožáru s radarem.

- Argentina
- Austrálie
- Brazílie
- Chile
- Indie
- Írán
- Libye
- Malajsie
- Německo
- Nizozemsko
- Nový Zéland
- Nigérie
- Švédsko
- Thajsko
- Spojené království
- Venezuela

## Hlavní technické údaje
- Rozpětí: 0,65 m
- Délka: 1,48 m
- Průměr: 0,19 m
- Hmotnost střely: 68 kg
- Hmotnost hlavice: 18 kg
- Pohonná jednotka: raketový motor
- Rychlost: pod 0,9 M
- Rozsah výšek: 30-915 m
- Maximální dolet: 5,6 km